# Kornnaphat Sethratanapong
Kornnaphat Sethratanapong (tiếng Thái: กรณ์นภัส เศรษฐรัตนพงศ์; sinh ngày 27 tháng 5 năm 2002), còn có nghệ danh là Orm (ออม) là một nữ diễn viên, người mẫu thuộc Channel 3. Được biết đến nhiều nhất với vai "Riri" trong bộ phim truyền hình "Matalada" (2023) và nổi tiếng hơn từ vai "Earn" trong phim "The Secret of Us" (2024) bộ phim sapphic đầu tiên của Channel 3.

## Đời tư
Kornnaphat Sethratanapong trước đây gọi là Narawan Sethratanapong, sinh ngày 27 tháng 5 năm 2002, là con gái lớn của nữ diễn viên kỳ cựu Koy Narumon, cô cũng có 1 em trai. Công ty TNHH Sethachon, một doanh nghiệp gia đình do cha cô điều hành, chịu trách nhiệm chính về sản xuất và xuất khẩu thực phẩm đông lạnh và Orm là người kế thừa thế hệ thứ 3. Cô tốt nghiệp cấp 1 trường nữ sinh Wattana Witthayalai, tốt nghiệp cấp 2 tại trường THCS Panyarat, học THPT tại khối trung học trường Kiểu Mẫu Prasarnmit thuộc Đại học Srinakharinwirot. Ngày 2 tháng 12 năm 2024, cô đã tốt nghiệp với bằng cử nhân khoa Kinh tế trường Đại học Srinakharinwirot (chương trình Quốc tế) và hiện đang theo học chương trình thạc sĩ.

## Sự nghiệp
Orm gia nhập làng giải trí bằng cách quay một quảng cáo hàng không và qua tuyển chọn đã trở thành một trong những diễn viên chính trong loạt phim truyền hình dành cho giới trẻ "Hotel Star", phát sóng vào năm 2019. Năm 2020, cô chính thức ký hợp đồng với Channel 3 , sau đó quay bộ phim truyền hình thứ hai "New Defense of the Homeland".
Từ năm 2021, cô đã tích lũy được nhiều tác phẩm phim truyền hình như: "The Pearl", "The Third Eye", "The Hunting Game" và "Zero to Hero". Trong số đó, Orm nổi tiếng với vai diễn cô con gái mafia lạnh lùng bị bỏ rơi "Anya" trong "The Hunt for Evil".
Năm 2024, cô đóng vai "Earn" vai chính trong "The Secret of Us" và nhận được nhiều lời khen ngợi cả trong và ngoài nước về khả năng diễn xuất cũng như ngoại hình, đây là bộ phim sapphic đầu tiên của Channel 3. Sự kết hợp CP của Lingling và Orm được gọi là "LingOrm".
Vào tháng 11 năm 2024, Orm thành lập thương hiệu quần áo cá nhân "KEEPSILENT".
Vào tháng 5 năm 2025, Orm và Sirilak Kwong đã cùng nhau ra mắt thương hiệu trang sức "LO's Darlene". Cùng tháng đó, cô đã ra mắt thương hiệu đồ uống "Chagô".

## Danh sách phim

### Phim truyền hình
| Năm  | Tựa đề                    | Vai                           | Vai trò   | Đài |
| ---- | ------------------------- | ----------------------------- | --------- | --- |
| 2019 | Hotel Stars               | Nook                          | Nữ phụ    | CH3 |
| 2021 | Praomook                  | —                             | Khách mời | CH3 |
| 2021 | I See Dead People         |                               | Khách mời | CH3 |
| 2021 | Game of Outlaws           | Anya Rueangsuradecha          | Vai phụ   | CH3 |
| 2021 | From Zero to Hero         | Prim Prima Wiralkul           | Vai phụ   | CH3 |
| 2022 | Ai, Khoi Hak Jao          | Thanya                        | Vai phụ   | CH3 |
| 2023 | Nakak                     | Phin                          | Nữ chính  | CH3 |
| 2023 | Eclipse of the Heart      | Victoria Alexander / Phrima   | Khách mời | CH3 |
| 2023 | To the Moon and Back      | (Riri) Siriphon               | Nữ phụ    | CH3 |
| 2023 | Nobody's Happy if I'm Not | Dawan Siriwet / Dawan Krairit | Nữ phụ    | CH3 |
| 2024 | Dhevaprom: Laorchan       | Kanthika Juthathep            | Nữ phụ    | CH3 |
| 2024 | The Secret of Us          | Earn Sanitada                 | Nữ chính  | CH3 |
| 2025 | Only You                  | Ira                           | Nữ chính  | CH3 |

### Phim ngắn
| Năm  | Tựa đề            | Vai            |
| ---- | ----------------- | -------------- |
| 2023 | ยังรักกัน Still Love | Orm Kornnaphat |
| 2024 | Ti Sam            | Dao            |

### Phim điện ảnh
| Năm  | Tựa đề          | Vai  | Vai trò  |
| ---- | --------------- | ---- | -------- |
| 2025 | Konnichiwa Monk | Monk | Nữ chính |

## Tác phẩm âm nhạc

### Nhạc phim
| Năm  | Tựa đề       | Tên phim         | Ghi chú           |
| ---- | ------------ | ---------------- | ----------------- |
| 2024 | อย่าเล่นกับระบบ | The Secret of Us | Với Sirilak Kwong |

### Video ca nhạc
| Năm  | Tựa dề                | Ca sĩ            |
| ---- | --------------------- | ---------------- |
| 2019 | แก้มน้องนางนั้นแดงกว่าใคร  | Smile for Life 3 |
| 2022 | I Have No Black Magic | Singto Numchok   |
| 2025 | "จนนิรันดร์" (Forever)   | NuNew            |

## Quảng cáo
| Năm  | Thương hiệu      | Dự án                                      | Ghi chú                 |
| ---- | ---------------- | ------------------------------------------ | ----------------------- |
| 2019 | Thai Smile       | Nụ cười Thái mang đến nụ cười cứu mạng     |                         |
| 2024 | OPPO             | OPPO A3 Series                             | Với Sirilak Kwong       |
| 2024 | OPPO             | OPPO A3 Series                             | Với Mike Theodor Platte |
| 2024 | Cathy Doll       | Son bóng Cathy Doll Moistful Bear Lip Glam | Với Sirilak Kwong       |
| 2024 | TRAPPING.CO      | WRITTEN IN THE STARS                       | Với Sirilak Kwong       |
| 2024 | EZYSweet         | Các dòng bánh phô mai                      | Với Sirilak Kwong       |
| 2024 | SmoothE+         | Người phát ngôn thương hiệu                | Với Sirilak Kwong       |
| 2024 | VIDA             | Người phát ngôn thương hiệu                | Với Sirilak Kwong       |
| 2024 | BABI             | Đại sứ thương hiệu                         | Với Sirilak Kwong       |
| 2024 | Watsons          | Bạn thân thương hiệu                       | Với Sirilak Kwong       |
| 2025 | The Touch Clinic | Đại sứ thương hiệu                         | Với Sirilak Kwong       |
| 2025 | Ready Energy     | Người phát ngôn thương hiệu                | Với Sirilak Kwong       |
| 2025 | NIVEA Thailand   | Người phát ngôn thương hiệu                | Với Sirilak Kwong       |
| 2025 | PANTENE Thailand | Đại sứ thương hiệu                         | Với Sirilak Kwong       |
| 2025 | SEKI             | Seki Omakase                               | Với Sirilak Kwong       |
| 2025 | Caltex           | Đại sứ thương hiệu                         | Với Sirilak Kwong       |
| 2025 | Dior Beauty      | New Miss Dior Parfum Mini Miss             | Với Sirilak Kwong       |
| 2025 | Prima Thailand   | Người phát ngôn thương hiệu                | Dự án cá nhân           |
| 2025 | LEGO Thailand    | Valentines Bloom For All                   | Dự án cá nhân           |
| 2025 | Maybelline       | Lumi                                       | Dự án cá nhân           |
| 2025 | Macoline         | Princess Diaries                           | Dự án cá nhân           |
| 2025 | ICHITAN          | Đại diện của dòng đồ uống hương vị hoa cúc | Với Sirilak Kwong       |
| 2025 | Jele Beautie     | Đại sứ thương hiệu                         | Với Sirilak Kwong       |
| 2025 | Laurier          |                                            | Với Sirilak Kwong       |
| 2025 | Grab             | Friends of Grab                            | Với Sirilak Kwong       |
| 2025 | LESASHA          | Presenter                                  |                         |

## Buổi biểu diễn trực tiếp

### Fan meeting
| Năm  | Thời gian        | Tên                                                 | Quốc gia / Khu vực | Địa điểm                                      | Tham khảo |
| ---- | ---------------- | --------------------------------------------------- | ------------------ | --------------------------------------------- | --------- |
| 2024 | Ngày 1 tháng 4   | Laorchan Fun & Furious                              | Thái Lan           | Suankularb Memorial Building                  | [ 5 ]     |
| 2024 | Ngày 19 tháng 5  | Happy Ling Orm Day                                  | Thái Lan           | The Children's Hospital Foundation            | [ 6 ]     |
| 2024 | Ngày 23 tháng 6  | Ling Orm 1st Meet "ใจซ่อนรัก The Secret of Us"        | Thái Lan           | TRUE ICON HALL                                | [ 7 ]     |
| 2024 | Ngày 17 tháng 8  | Ling Orm 1st Fan Meeting in Hong Kong               | Hồng Kông          | Sheraton Hong Kong Tung Chung Hotel           | [ 8 ]     |
| 2024 | Ngày 8 tháng 9   | Dear my Love Ling & Orm                             | Thái Lan           | Impact Arena                                  | [ 9 ]     |
| 2024 | Ngày 21 tháng 9  | Ling Orm 1st Fan Meeting in Macau                   | Ma Cao             | Broadway Theatre                              | -         |
| 2024 | Ngày 6 tháng 10  | Dear My Love Ling & Orm 1st Fan Meeting in Manila   | Philippines        | Araneta Coliseum                              | [ 10 ]    |
| 2024 | Ngày 2 tháng 11  | Heartbeat·ORM Nanning Fan Meeting                   | Trung Quốc         | Nanning, Guangxi                              | -         |
| 2024 | Ngày 8 tháng 11  | Dear My Love Ling & Orm 1st Fan Meeting in Taipei   | Đài Loan           | Legacy Tera                                   | [ 11 ]    |
| 2024 | Ngày 7 tháng 12  | Dear My Love Ling & Orm 1st Fan Meeting in Tokyo    | Nhật Bản           | The Tokyo International Forum                 | [ 12 ]    |
| 2024 | Ngày 14 tháng 12 | Our Secret Love - LingOrm Fan Meeting in Macau      | Ma Cao             | Broadway Theatre                              | -         |
| 2024 | Ngày 15 tháng 12 | Our Secret Love - LingOrm Fan Meeting in Macau      | Ma Cao             | Broadway Theatre                              | -         |
| 2025 | Ngày 11 tháng 1  | LingOrm 2025 Fan Meeting in Hong Kong               | Hồng Kông          | AXA Dreamland                                 | -         |
| 2025 | Ngày 25 tháng 1  | New Year's Appreciation Party                       | Trung Quốc         | Qingdao SCODA Pearl International Expo Center | -         |
| 2025 | Ngày 16 tháng 2  | Orm Fuzhou Fan Meeting 2025                         | Trung Quốc         | Fujian Grand Theater                          | -         |
| 2025 | Ngày 22 tháng 2  | Under The Moon - LingOrm 1st Fan Meeting in VietNam | Việt Nam           | Nhà thi đấu Nguyễn Du                         | -         |
| 2025 | Ngày 10 tháng 5  | ORM & YOUR HEARTBEAT                                | Ma Cao             | Macau Broadway                                | -         |
| 2025 | Ngày 11 tháng 5  | LingOrm Fan Meeting in Hong Kong                    | Hồng Kông          | Grand Ballroom                                | [ 13 ]    |
| 2025 | Ngày 17 tháng 5  | LINGORM BIRTHDAY CHARITY 2025                       | Thái Lan           | MCC Hall, The Mall Lifestore                  | [ 14 ]    |
| 2025 | Ngày 24 tháng 5  | Happy Birthday to Ling & Orm                        | Hàn Quốc           | Donghae Art Center, Kwangwoon University      | -         |
| 2025 | Ngày 14 tháng 6  | LingOrm 1st FanMeeting in Singapore                 | Singapore          | Singapore Arena                               | -         |
| 2025 | Ngày 28 tháng 6  | ORM 1ST FANMEETING IN CHONGQING                     | Trung Quốc         | Chongqing, China                              | -         |
| 2025 | Ngày 19 tháng 7  | Only You, Only Us, Only Now                         | Thái Lan           | MCC Hall, 3F, The Mall Lifestore              | -         |

### Fansign
| Năm  | Thời gian        | Tên                                          | Quốc gia / Khu vực | Địa điểm     |
| ---- | ---------------- | -------------------------------------------- | ------------------ | ------------ |
| 2024 | Ngày 21 tháng 12 | Wink Magazine X Orm Kornnaphat Fansign Event | Trung Quốc         |              |
| 2025 | Ngày 14 tháng 2  | Ling & Orm - The Story of Us                 | Thái Lan           | Siam Paragon |
| 2025 | Ngày 2 tháng 8   | A Promise Beyond Time Orm Fansign            | Trung Quốc         | Guangzhou    |
| 2025 | 20 tháng 8       | Orm Full Moon                                | Trung Quốc         | Changsha     |

### Concert
| Năm  | Thời gian       | Tên                   | Quốc gia / Khu vực | Địa điểm                   | Ghi chú   |
| ---- | --------------- | --------------------- | ------------------ | -------------------------- | --------- |
| 2024 | Ngày 1 tháng 12 | Lost In Gulf's Space  | Thái Lan           | MCC Hall The Mall Bangkapi | Khách mời |
| 2025 | Ngày 1 tháng 6  | Besea Music Festival  | Thái Lan           | Sea Sand Sun Huahin Resort |           |
| 2025 | Ngày 8 tháng 11 | Ling & Orm 1st FanCon | Thái Lan           | IMPACT Arena               |           |

## Giải thưởng và đề cử
| Năm                                 | Giải thưởng                                        | Hạng mục                                      | Đề cử                                       | Kết quả      |
| ----------------------------------- | -------------------------------------------------- | --------------------------------------------- | ------------------------------------------- | ------------ |
| 2023                                | Dự án tôn vinh Quốc vương                          | Người con biết ơn                             | -                                           | Đoạt giải    |
| 2023                                | Star Pop Award 2023                                | Popular Rising Actress                        | Matalada                                    | Đoạt giải    |
| 2023                                | Golden Kinnaree                                    | Diễn viên xuất sắc                            | Matalada                                    | Đoạt giải    |
|                                     | Nine Entertainment                                 | Cặp đôi của năm (với Sirilak Kwong)           | The Secret Of Us                            | Đề cử        |
| FEED Y AWARDS 2024                  | Most Popular Couple (với Sirilak Kwong)            | Đề cử                                         | The Secret Of Us                            |              |
| FEED Y AWARDS 2024                  | Most Popular Series                                | Đoạt giải                                     | The Secret Of Us                            |              |
| Maya TV Awards 2024                 | Ngôi sao nữ đang lên của năm                       | Matalada                                      | Đoạt giải                                   |              |
| Cặp đôi của năm (với Sirilak Kwong) | The Secret Of Us                                   | Đề cử                                         |                                             |              |
| HOWE Awards 2024                    | The Secret Of Us                                   | The Best Couple (với Sirilak Kwong)           | Đề cử                                       |              |
| The 50 Influential People 2024      | -                                                  | Đoạt giải                                     |                                             |              |
| Y Entertain Awards 2024             | Rising Star Couple of the Year (với Sirilak Kwong) | The Secret Of Us                              | Đề cử                                       |              |
| Y Entertain Awards 2024             | Princess of Girls' Love                            | The Secret Of Us                              | Đề cử                                       |              |
| Y Entertain Awards 2024             | Leading Girls' Love Star of the Year               | The Secret Of Us                              | Đoạt giải                                   |              |
| Y Entertain Awards 2024             | Best GL Series of the Year                         | The Secret Of Us                              | Đoạt giải                                   |              |
| Y Universe Awards 2024              | Best Partner (với Sirilak Kwong)                   | The Secret Of Us                              | Đề cử                                       |              |
| Y Universe Awards 2024              | Nữ diễn viên chính xuất sắc nhất                   | The Secret Of Us                              | Đề cử                                       |              |
| Y Universe Awards 2024              | The Best Couple (với Sirilak Kwong)                | The Secret Of Us                              | Đề cử                                       |              |
| Y Universe Awards 2024              | The Best Cuties                                    | The Secret Of Us                              | Đề cử                                       |              |
| Y Universe Awards 2024              | Y Iconic Star                                      | The Secret Of Us                              | Đoạt giải                                   |              |
| Y Universe Awards 2024              | Rising Star                                        | The Secret Of Us                              | Đề cử                                       |              |
| Dailynews Awards 2024               | D-RISING STAR (với Sirilak Kwong)                  | The Secret Of Us                              | Đề cử                                       |              |
| 2025                                | HUB Awards 2024                                    | The Secret Of Us                              | MASTERPIECE OF THE YEAR                     | Đoạt giải    |
| 2025                                | Thailand Box Office Awards 2024                    | The Secret Of Us                              | Series GL of the year                       | Đoạt giải    |
| 2025                                | Thailand Box Office Awards 2024                    | The Secret Of Us                              | Best couple of the year (với Sirilak Kwong) | Đoạt giải    |
| 2025                                | Thailand Box Office Awards 2024                    | The Secret Of Us                              | Actress Series of the year                  | Đề cử        |
| 2025                                | Zoomdara Awards 2025                               | The Secret Of Us                              | Cặp đôi hot nhất năm (với Sirilak Kwong)    | Đề cử        |
| 2025                                | Kom Chad Luek Awards                               | The Secret Of Us                              | Nữ diễn viên được yêu thích nhất            | Đề cử        |
| 2025                                | Kom Chad Luek Awards                               | The Secret Of Us                              | Cặp đôi nổi tiếng (với Sirilak Kwong)       | Đề cử        |
| 2025                                | KAZZ AWARDS 2025                                   | Nữ thần trẻ tuổi được yêu thích nhất năm 2024 | -                                           | Đoạt giải    |
| 2025                                | KAZZ AWARDS 2025                                   | Couple Of The Year (với Sirilak Kwong)        | The Secret Of Us                            | Đề cử        |
| 2025                                | KAZZ AWARDS 2025                                   | Rising Female Of The Year                     | The Secret Of Us                            | Đề cử        |
| 2025                                | KAZZ AWARDS 2025                                   | Series of the year                            | The Secret Of Us                            | Đề cử        |
| 2025                                | The People Awards                                  | Popular of The Year 2025                      | The Secret Of Us                            | Đề cử        |
| 2025                                | Nine Entertain Awards 2025                         | Couple Of The Year (với Sirilak Kwong)        | The Secret Of Us                            | Đề cử        |
| 2025                                | Nine Entertain Awards 2025                         | Rising Star Couple (với Sirilak Kwong)        | The Secret Of Us                            | Đề cử        |
| 2025                                | Bangkok Pride Awards 2025                          | Pride Popular of Series/Drama                 | The Secret Of Us                            | Đoạt giải    |
| 2025                                | Thailand Y Content Awards 2024                     | Nữ Diễn Viên Chính Xuất Sắc Nhất              | The Secret Of Us                            | Đoạt giải    |
| 2025                                | Thailand Y Content Awards 2024                     | Người Được Yêu Thích Nhất                     | The Secret Of Us                            | Đề cử        |
| 2025                                | Thailand Y Content Awards 2024                     | Cặp Đôi Hot Nhất Của Năm (với Sirilak Kwong)  | The Secret Of Us                            | Đề cử        |
| 2025                                | Howe Awards 2025                                   | Hottest Series                                | The Secret Of Us                            | Chưa công bố |
| 2025                                | Howe Awards 2025                                   | THE BEST COUPLE (với Sirilak Kwong)           | The Secret Of Us                            | Chưa công bố |
| 2025                                | Howe Awards 2025                                   | Shining Female                                | -                                           | Chưa công bố |